# Wake Up!
Wake Up! – album studyjny nagrany w 2010 wspólnie przez soulowego piosenkarza Johna Legenda i hip-hopową grupę The Roots. Album zawiera interpretacje utworów muzyki soul z lat 60. i 70. o tematyce politycznej (m.in. utwory autorstwa bądź wykonywane wcześniej przez Curtisa Meyfielda, Marvina Gaye, Billa Withersa i Ninę Simone). Płyta ukazała się w dwóch wydaniach – Deluxe Edition zawiera dodatkowo 2 utwory bonusowe i DVD z nagraniami ze studia.

## Lista utworów
| 1.  | "Hard Times" (gościnnie Black Thought)                         | 5:16    |
|     |                                                                |         |
| 2.  | "Compared to What"                                             | 6:26    |
|     |                                                                |         |
| 3.  | "Wake Up Everybody" (gościnnie Common i Melanie Fiona)         | 4:24    |
|     |                                                                |         |
| 4.  | "Our Generation (The Hope of the World)" (gościnnie CL Smooth) | 3:15    |
|     |                                                                |         |
| 5.  | "Little Ghetto Boy (Prelude)" (gościnnie Malik Yusef)          | 1:58    |
|     |                                                                |         |
| 6.  | "Little Ghetto Boy" (gościnnie Black Thought)                  | 5:26    |
|     |                                                                |         |
| 7.  | "Hang On in There"                                             | 7:15    |
|     |                                                                |         |
| 8.  | "Humanity (Love the Way It Should Be)"                         | 3:49    |
|     |                                                                |         |
| 9.  | "Wholy Holy"                                                   | 5:50    |
|     |                                                                |         |
| 10. | "I Can't Write Left Handed"                                    | 11:44   |
|     |                                                                |         |
| 11. | "I Wish I Knew How It Would Feel to Be Free"                   | 2:42    |
|     |                                                                |         |
| 12. | "Shine"                                                        | 4:45    |
|     |                                                                |         |
| 13. | "Shine (Waiting for "Superman" Version)"                       | 4:29    |
|     | tylko na Deluxe Edition                                        |         |
| 14. | "Wake Up Everybody (Live in Studio Performance)"               | 5:21    |
|     | tylko na Deluxe Edition                                        |         |
|     |                                                                | 1:12:40 |
|     |                                                                |         |